# James Bugental
James Frederick Thomas Bugental (født 25. december 1915, død 18. september 2008) var en fremtrædende amerikansk psykoterapeut. Han var terapeut, lærer og forfatter i over 50 år.
Han var kendt som en af de vigtigste repræsentanter for eksistentiel-humanistisk psykologi, der er en retning inden for eksistentiel psykologi. I den forbindelse var han også en af de dominerende fortalere for eksistentiel-humanistisk terapi, der er en form for eksistentiel terapi.
Hans teori var at mennesker var hele væsner, der havde valg, frihed og ansvar.

## Værker
- "The Search for Authenticity" (1965)
- "The Search for Existential Identity" (1976)
- "Psychotherapy and Process" (1978)
- "Intimate Journeys: Stories from Life-Changing Therapy" (1990)
- "The Art of the Psychotherapist" (1992)
- "Psychotherapy Isn't What You Think" (1999)